# Daniel Bewley
Daniel „Dan” Bewley (ur. 20 maja 1999 w Maryport) – brytyjski żużlowiec.

## Życiorys
Swoje pierwsze ligowe starty Bewley zaliczył w 2016 roku, jego klubem było wówczas Edinburgh Monarchs. W 2017 został zawodnikiem Belle Vue Aces (Premiership) oraz Glasgow Tigers (Championship). Od 2018 startuje w lidze polskiej – w maju 2018 r. podpisał dwuletni kontrakt z ROW-em Rybnik. W swoim premierowym sezonie w rybnickim klubie odjechał 5 meczów, w których osiągnął średnią biegową 2,360. Tak mała liczba spotkań mimo dobrej dyspozycji Brytyjczyka była spowodowana poważną kontuzją, której Bewley nabawił się w sierpniu 2018.
W listopadzie 2019 został zaprezentowany jako nowy zawodnik Sparty Wrocław na sezon 2020. Pierwszy sezon na Ekstraligowych torach ukończył ze średnią 1,240. Rok później wzrosła ona do 1,741, a Sparta wywalczyła pierwsze od piętnastu lat złoto DMP. Również w 2021 zdobył złoto Speedway of Nations z reprezentacją Wielkiej Brytanii. Bewley pojechał tylko w drugim dniu turnieju finałowego jako zastępstwo za kontuzjowanego Taia Woffindena. Zdobył wówczas 11 punktów (2,2,0,-,3,4), 2 w biegu barażowym oraz 2 w finale. Po sezonie 2021 zrezygnował ze startów w lidze brytyjskiej i po czterech (w 2020 rozgrywki odwołano) sezonach pożegnał się z Belle Vue. Razem z drużyną z Manchesteru wywalczył pięć medali Premiership: złoty (2024), srebrny (2021) oraz trzy brązowe (2017, 2018, 2023). W październiku 2021 został ogłoszony drugim rezerwowym cyklu Grand Prix 2022, jednak w wyniku zawieszenia Rosjan w związku z inwazją na Ukrainę, pierwszy raz w karierze stał się stałym uczestnikiem GP.
30 lipca 2022 zdobył srebro Speedway of Nations. 13 sierpnia w Cardiff Bewley pierwszy raz w karierze stanął na najwyższym stopniu podium rundy Grand Prix. Sukces powtórzył również w kolejnej rundzie Grand Prix, która odbyła się 27 sierpnia we Wrocławiu. W debiutanckim sezonie w Grand Prix do końca liczył się w walce o medal, jednak ostatecznie zajął 6. miejsce, co zapewniło mu udział w cyklu w kolejnym roku. W sezonie 2022 został drużynowym mistrzem Szwecji wraz z zespołem Eskilstuna Smederna, a także wraz z reprezentacją Wielkiej Brytanii został brązowym medalistą Drużynowych Mistrzostw Europy rozgrywanych w Poznaniu oraz brązowym medalistą Drużynowych Mistrzostw Europy Juniorów rozgrywanych w Tarnowie. 18 września 2022 pierwszy raz w karierze został Indywidualnym Mistrzem Wielkiej Brytanii. Sukcesy te powtórzył również w 2023 i 2024 roku. W sezonie 2024 pierwszy raz w karierze został Drużynowym Mistrzem Wielkiej Brytanii wraz z zespołem Belle Vue Aces.
8 grudnia 2022 ogłoszono powrót żużlowca do Belle Vue Aces.

## Przynależność klubowa
Wielka Brytania
- Edinburgh Monarchs (2016)
- Glagow Tigers (2017)
- Belle Vue Aces (2017–2021)
- Workington Comets (2018)
- Belle Vue Aces (2023–)

Polska
- ROW Rybnik (2018–2019)
- Sparta Wrocław (2020–)

Szwecja
- Vargarna Norrköping (2018)
- Rospiggarna Hallstavik (2019–2020)
- Eskilstuna Smederna (2022)
- Dackarna Målilla (2023–)

## Starty w Grand Prix (Indywidualnych Mistrzostwach Świata na Żużlu)
Stan na 28 września 2024

### Zwycięstwa w poszczególnych zawodachGrand Prix
| Nr | Dzień       | Rok  | Nazwa                        | Miejscowość | Tor                               | Długość toru |
| -- | ----------- | ---- | ---------------------------- | ----------- | --------------------------------- | ------------ |
| 1. | 13 sierpnia | 2022 | Grand Prix Wielkiej Brytanii | Cardiff     | Millennium Stadium (sztuczny tor) | 272m         |
| 2. | 27 sierpnia | 2022 | Grand Prix Polski            | Wrocław     | Stadion Olimpijski                | 352m         |
| 3. | 15 lipca    | 2023 | Grand Prix Szwecji           | Målilla     | G&B Stadium                       | 305m         |
| 4. | 17 sierpnia | 2024 | Grand Prix Wielkiej Brytanii | Cardiff     | Millennium Stadium (sztuczny tor) | 272m         |
| 5. | 13 czerwca  | 2025 | Grand Prix Wielkiej Brytanii | Manchester  | National Speedway Stadium         | 347m         |

### Miejsca na podium
| Nr  | Dzień       | Rok  | Nazwa                        | Miejscowość         | Tor                               | Miejsce | Punkty | Biegi           | Zwycięzca        |
| --- | ----------- | ---- | ---------------------------- | ------------------- | --------------------------------- | ------- | ------ | --------------- | ---------------- |
| 1.  | 13 sierpnia | 2022 | Grand Prix Wielkiej Brytanii | Cardiff             | Millennium Stadium (sztuczny tor) | 1.      | 17     | (3,3,2,1,3,2,3) | –                |
| 2.  | 27 sierpnia | 2022 | Grand Prix Polski            | Wrocław             | Stadion Olimpijski                | 1.      | 14     | (3,0,1,1,3,3,3) | –                |
| 3.  | 15 lipca    | 2023 | Grand Prix Szwecji           | Målilla             | G&B Stadium                       | 1.      | 13     | (3,1,2,1,1,2,3) | –                |
| 4.  | 17 sierpnia | 2024 | Grand Prix Wielkiej Brytanii | Cardiff             | Millennium Stadium (sztuczny tor) | 1.      | 15     | (3,3,1,2,0,3,3) | –                |
| 5.  | 7 września  | 2024 | Grand Prix Łotwy             | Ryga                | Biķernieku spīdveja stadions      | 3.      | 15     | (2,2,1,3,3,3,1) | Bartosz Zmarzlik |
| 6.  | 28 września | 2024 | Grand Prix Polski            | Toruń               | Motoarena                         | 3.      | 13     | (3,3,0,w,3,3,1) | Bartosz Zmarzlik |
| 7.  | 3 maja      | 2025 | Grand Prix Niemiec           | Landshut            | OneSolar Arena                    | 2.      | 11+3   | (2,0,2,3,2,2)+3 | Bartosz Zmarzlik |
| 8.  | 13 czerwca  | 2025 | Grand Prix Wielkiej Brytanii | Manchester          | National Speedway Stadium         | 1.      | 14+3   | (1,2,3,2,3,3)+3 | –                |
| 9.  | 21 czerwca  | 2025 | Grand Prix Polski            | Gorzów Wielkopolski | Stadion im. Edwarda Jancarza      | 3.      | 12+3   | (0,3,3,3,2,1)+3 | Brady Kurtz      |
| 10. | 5 lipca     | 2025 | Grand Prix Szwecji           | Målilla             | G&B Stadium                       | 3.      | 12+3   | (3,2,2,2,2,1)+3 | Brady Kurtz      |

### Punkty w poszczególnych zawodachGrand Prix
| Sezon 2018             |                      |                      |                         |                                 |                                |                                 |                                |                                |                     |                 |                   |                   |         |         |         |         |         |         |         |         |         |        |        |        |        |        |        |        |        |        |        |        |        |
| GP Polski – Warszawa   | GP Czech – Praga     | GP Danii – Horsens   | GP Szwecji – Hallstavik | GP Wielkiej Brytanii – Cardiff  | GP Skandynawii – Målilla       | GP Polski – Gorzów Wielkopolski | GP Słowenii – Krško            | GP Niemiec – Teterow           | GP Polski – Toruń   | miejsce         | miejsce           | miejsce           | miejsce | miejsce | miejsce | miejsce | miejsce | miejsce | miejsce | miejsce | miejsce | punkty | punkty | punkty | punkty | punkty | punkty | punkty | punkty | punkty | punkty | punkty | punkty |
| –                      | –                    | –                    | –                       | 0                               | –                              | –                               | –                              | –                              | –                   | 33              | 33                | 33                | 33      | 33      | 33      | 33      | 33      | 33      | 33      | 33      | 33      | 0      | 0      | 0      | 0      | 0      | 0      | 0      | 0      | 0      | 0      | 0      | 0      |
| Sezon 2022             |                      |                      |                         |                                 |                                |                                 |                                |                                |                     |                 |                   |                   |         |         |         |         |         |         |         |         |         |        |        |        |        |        |        |        |        |        |        |        |        |
| GP Chorwacji – Goričan | GP Polski – Warszawa | GP Czech – Praga     | GP Niemiec – Teterow    | GP Polski – Gorzów Wielkopolski | GP Wielkiej Brytanii – Cardiff | GP Polski – Wrocław             | GP Danii – Vojens              | GP Szwecji – Målilla           | GP Polski – Toruń   | miejsce         | miejsce           | miejsce           | miejsce | miejsce | miejsce | miejsce | miejsce | miejsce | miejsce | miejsce | punkty  | punkty | punkty | punkty | punkty | punkty | punkty | punkty | punkty | punkty | punkty |        |        |
| 6                      | 3                    | 11                   | 12                      | 12                              | 20                             | 20                              | 7                              | 2                              | 9                   | 6               | 6                 | 6                 | 6       | 6       | 6       | 6       | 6       | 6       | 6       | 6       | 102     | 102    | 102    | 102    | 102    | 102    | 102    | 102    | 102    | 102    | 102    |        |        |
| Sezon 2023             |                      |                      |                         |                                 |                                |                                 |                                |                                |                     |                 |                   |                   |         |         |         |         |         |         |         |         |         |        |        |        |        |        |        |        |        |        |        |        |        |
| GP Chorwacji – Goričan | GP Polski – Warszawa | GP Czech – Praga     | GP Niemiec – Teterow    | GP Polski – Gorzów Wielkopolski | GP Szwecji – Målilla           | GP Łotwy – Ryga                 | GP Wielkiej Brytanii – Cardiff | GP Danii – Vojens              | GP Polski – Toruń   | miejsce         | miejsce           | miejsce           | miejsce | miejsce | miejsce | miejsce | miejsce | miejsce | miejsce | punkty  | punkty  | punkty | punkty | punkty | punkty | punkty | punkty | punkty | punkty |        |        |        |        |
| 10                     | 10                   | 12                   | 9                       | 8                               | 20                             | 9                               | 8                              | 12                             | 6                   | 7               | 7                 | 7                 | 7       | 7       | 7       | 7       | 7       | 7       | 7       | 104     | 104     | 104    | 104    | 104    | 104    | 104    | 104    | 104    | 104    |        |        |        |        |
| Sezon 2024             |                      |                      |                         |                                 |                                |                                 |                                |                                |                     |                 |                   |                   |         |         |         |         |         |         |         |         |         |        |        |        |        |        |        |        |        |        |        |        |        |
| GP Chorwacji – Goričan | Sprint – Warszawa    | GP Polski – Warszawa | GP Niemiec – Landshut   | GP Czech – Praga                | GP Szwecji – Målilla           | GP Polski – Gorzów Wielkopolski | Sprint – Cardiff               | GP Wielkiej Brytanii – Cardiff | GP Polski – Wrocław | GP Łotwy – Ryga | GP Danii – Vojens | GP Polski – Toruń | miejsce | miejsce | miejsce | miejsce | miejsce | miejsce | miejsce | miejsce | punkty  | punkty | punkty | punkty | punkty | punkty | punkty | punkty |        |        |        |        |        |
| 3                      | 4                    | 11                   | 10                      | 5                               | 9                              | 7                               | 4                              | 20                             | 11                  | 16              | 11                | 16                | 4       | 4       | 4       | 4       | 4       | 4       | 4       | 4       | 127     | 127    | 127    | 127    | 127    | 127    | 127    | 127    |        |        |        |        |        |

| Statystyki        | Statystyki |
| ----------------- | ---------- |
| Starty            | 32         |
| Zwycięstwa        | 4          |
| Miejsca na podium | 6          |
| Finalista         | 6          |
| Punkty            | 333        |

## Starty wdrużynowych mistrzostwach świata

### Drużynowy Puchar Świata
| Sezon | Dzień             | Miejscowość                        | Miejsce | Punkty | Biegi                   | Reprezentacja   | Zwycięzca |
| ----- | ----------------- | ---------------------------------- | ------- | ------ | ----------------------- | --------------- | --------- |
| 2023  | 25 lipca 29 lipca | Wrocław (Półfinał) Wrocław (Finał) | 2.      | 14 9   | (3,2,3,3,3) (3,2,1,2,1) | Wielka Brytania | Polska    |

## Pozostałe osiągnięcia
- Trzykrotny medalista Speedway of Nations – dwukrotnie złoty (2021, 2024) oraz srebrny (2022)
- Trzykrotny medalista drużynowych mistrzostw świata juniorów: srebrny (2019) oraz dwukrotnie brązowy (2018, 2020)
- Dwukrotny finalista indywidualnych mistrzostw świata juniorów (2018 – VIII miejsce, Pardubice 2020 – IV miejsce)
- Trzykrotny złoty (Manchester 2022[16], Manchester 2023[17], Manchester 2024[18]), dwukrotny srebrny (Manchester 2018, Manchester 2021) i brązowy (Manchester 2025[19]) medalista indywidualnych mistrzostw Wielkiej Brytanii
- Złoty medalista młodzieżowych indywidualnych mistrzostw Wielkiej Brytanii (Berwick 2020)[20]
- Zwycięzca turnieju Zlata Prilba (2022)[21]
- Drużynowy mistrz Polski (2021) i dwukrotny drużynowy wicemistrz Polski (2023, 2024)
- Dwukrotny drużynowy mistrz Szwecji (2022, 2023) i drużynowy wicemistrz Szwecji (2024)
- Drużynowy Mistrz Wielkiej Brytanii (2024)[22] i drużynowy wicemistrz Wielkiej Brytanii (2021)
- Brązowy medalista Mistrzostw Polski Par Klubowych (2024)[23]
- Złoty medalista Mistrzostw Par Wielkiej Brytanii (2023)[24]
- Zwycięzca Pucharu Ligi Brytyjskiej (ang. Knock Out Cup) (2017)[25]
- Uczestnik Indywidualnych Międzynarodowych Mistrzostw Ekstraligi (2024[26] - 11. miejsce, 2025[27] - 6. miejsce)